# Henrique Trindade Coelho
Henrique Trindade Coelho, também conhecido como Trindade Coelho GCC (Lisboa, 1 de julho de 1885 — Sintra, 8 de outubro de 1934), foi um advogado, político, jornalista, diplomata, poeta e escritor português. Era filho do também escritor José Francisco Trindade Coelho e casou com Maria Cristina Trindade Coelho.

## Biografia

### Carreira artística, política e diplomática
Dos seus catorze aos vinte anos foi redator efetivo da revista mensal Mocidade, editada em Lisboa por Cândido Chaves, de 1899 a 1905, onde escreviam outros jovens como João de Barros, Câmara Reys, João de Deus Ramos, Pulido Valente, Ramada Curto e Tomás da Fonseca, tendo publicado nela colaboração poética da sua autoria.
Republicano, tal como seu pai, Democrático, participou e teve parte activa no movimento estudantil republicano e na greve académica de 1907 na Universidade de Coimbra, quando aí estudava na Faculdade de Direito, tendo-se formado como Bacharel em Direito. Exerceu a Advocacia em Lisboa.
Foi iniciado na Maçonaria em data desconhecida de 1910, com o nome simbólico de Renovador, o mesmo de seu pai, na Loja Solidariedade, de Lisboa, igualmente a mesma de seu pai, afecta ao Grande Oriente Lusitano Unido, da qual foi Mestre Venerável. Passou a coberto em 1920.
Após 1910, exerceu o cargo de governador civil do Distrito de Castelo Branco, entre 1911 e 1912, e contador no Tribunal da Boa Hora onde, segundo Fernando Namora, se fazia substituir: "No lugar que apenas teoricamente lhe pertencia, na Boa-Hora, ficava um contador, a lidar com os números e parcelas que o poeta abominava..."
Após a Implantação da República Portuguesa aderiu inicialmente ao Partido Evolucionista de António José d'Almeida e colaborou no jornal "República", que pertencia a este partido e onde Raul Brandão era redator. Evoluiu, depois, para posições de Direita, tendo passado para o campo nacionalista, em 1918 é um dos fundadores, em 1921, com o sidonista cabo-verdiano Martinho Nobre de Melo, da Cruzada Nun'Álvares Pereira, um vasto movimento cívico e militar orientado para a mudança do regime, do qual se irá tornar um dos principais ideólogos: "Trindade Coelho, o doutrinário do 28 de Maio, o jornalista da revolução, o crítico acérrimo da democracia, o inimigo do comunismo, um dos primeiros fascistas portugueses'...", e um dos fundadores do grupo dos Homens Livres, em 1922.
Em 1920 passou a colaborar no jornal "A Pátria", que dirigiu interinamente em 1923 quando o diretor, Nuno Simões, esteve ausente em África. Quando este jornal foi suspenso por razões políticas em 1924, torna-se director d' "O Século" de 1924 a 1926. Colaborou ainda nos jornais "A Época", "A Manhã" e "O Primeiro de Janeiro" e na revista Atlântida(1915-1920).
Através das suas atividades na imprensa foi um dos responsáveis pela preparação do Movimento do 28 de Maio de 1926, especialmente enquanto diretor do periódico "O Século". Com efeito, no quadro da preparação da Ditadura Militar destacam-se os seus artigos políticos publicados naquele jornal, onde doutrinou o movimento nacionalista que levou à revolução e à subida ao poder do General Gomes da Costa, seu amigo pessoal.
Após o estabelecimento do regime militar nacionalista, e partidário da situação saída do 28 de Maio de 1926, ingressou na carreira diplomática e foi nomeado Ministro de Portugal em Roma, posto em que permaneceu de 1927 a 1929 e onde estudou de perto o regime fascista de Mussolini, do qual se tornou amigo e admirador. Em 1929, durante o governo de João José Ludovice Sinel de Cordes, exerceu alguns meses como Ministro dos Negócios Estrangeiros da Ditadura Nacional; a principal razão apontada para o fim do seu mandato foram as constantes intrigas no Palácio das Necessidades que aumentavam a desordem, limitando muito a sua ação como ministro. Depois dessa experiência governativa, regressa a Roma como Ministro de Portugal junto do Vaticano, de 1929 até à sua morte em 1934.
No ano de 1934 e em 1935, já depois da sua morte, saem em Itália vários trabalhos seus de pesquisa histórica e diplomática, coautorados com o professor e tradutor Guido Batelli, que o Governo de Mussolini enviara para Coimbra como leitor de língua e cultura italiana (e que fora editor, a expensas suas, e tradutor da obra da poetisa Florbela Espanca). Essas publicações trouxeram a público "os documentos portugueses cuja descoberta ia promovendo nos arquivos do Vaticano, numa tarefa erudita e patriótica", segundo o obituário do Diário de Lisboa de 09.10.34, p. 5.
Foi grande amigo e admirador dos escritores portugueses Guerra Junqueiro e Raul Brandão, que considerava como seus mestres: quando da morte do primeiro, em 1923, prestou assistência à família na preparação das exéquias e atuou como porta-voz dela para a imprensa; com o segundo viajou em 1924 para as ilhas atlânticas, numa célebre missão dos intelectuais do Continente, conotados com a oposição ao regime republicano. A propósito desta viagem, Trindade Coelho prefaciará o livro de Oldemiro César Terras de Maravilha: Os Açores e a Madeira, notas de uma viagem de estudo, publicado nesse mesmo ano de 1924. Em vários trechos das suas Memórias, Raul Brandão cita diálogos que teve com ele. Trindade Coelho foi também amigo do escritor Beldemónio, a quem dedica Ferro em Brasa',' e do prof. Aarão de Lacerda. Apesar do seu "nome incerto, mal orientado, na história política do princípio deste século", teve um admirador no escritor neorrealista Fernando Namora, que apreciou a sua poesia de ácida crítica social aos costumes burgueses.
Pertenceu à Academia Diplomática Internacional, à Academia Latina e à Academia Pontifícia Tiberiana, tendo sido diversas vezes condecorado. A 28 de Março de 1929 foi agraciado com a Grã-Cruz da Ordem Militar de Nosso Senhor Jesus Cristo. Faleceu vítima de uma angina de peito a 8 de Outubro de 1934 em Sintra, na residência de seu cunhado, Antunes dos Santos, onde se encontrava em gozo de licença do seu posto na Santa Sé.
Cargos oficiais desempenhados:
- Ministro de Portugal em Roma (1927-1929)
- Ministro dos Negócios Estrangeiros (1929)
- Ministro de Portugal no Vaticano (1929-1934)

## Obras
A sua obra poética é acentuadamente realista, ao estilo de Cesário Verde, e também satírica, com forte compromisso social, criticando as desigualdades entre as classes, o caciquismo, o poder, os juízes, e também a desgraça e marginalização dos pobres, a prisão, a repressão, etc.: "revela-se inesperadamente um poeta da banalidade diária, da farsa da vida; um pintor de ambientes, aparentado com a voz despida de Cesário. Trindade Coelho é ainda o cruel cronista da desgraça - ele, o dandy, o irrepreensível frequentador de embaixadas. É este homem impiedoso e mordaz que a poesia revela, em contraste com o Trindade Coelho da vida real", na caraterização de Fernando Namora. Deixou publicados vários livros de poesia e ensaio.
Literatura:
- Carvões, versos (1907)
- Amores Novos, versos (sátiras) (1911)
- Ferro em Braza (textos de intervenção) (1913)
- Prosas e Versos de Belchior da Nóbrega (ficção, memórias e poesia) (1922)
- (conhece-se ainda "Uma peça inédita escrita na sua letra impetuosa" e conservada "entre as lembranças académicas de um lavrador alentejano", segundo F. Namora).

História:
- Henrique Trindade COELHO, Guido BATTELLI (1934) Documentos para o estudo das relações culturais entre Portugal e Itália, Florentiae: In Aedibus Alfani & Venturi.
- Henrique Trindade COELHO, Guido BATTELLI (1935) Filippo Terzi architetto e ingegnere militare in Portogallo 1577-97, Firenze: Tip. Alfani e Venturi.
- Henrique Trindade COELHO, Guido BATTELLI (1935) D. Miguel de Sylva dos condes de Portalegre, Bispo de Viseu, Cardeal de Santa Maria Transtiberina, Firenze: Tip. Alfani e Venturi.